# Lewis Cook
Lewis Cook (York, 3 februari 1997) is een Engels voetballer die doorgaans als middenvelder speelt. Hij tekende in juli 2016 bij AFC Bournemouth, dat circa €8.200.000,- voor hem betaalde aan Leeds United, met tot circa €3.500.000 extra in het vooruitzicht aan eventuele bonussen. Cook debuteerde in 2018 in het Engels voetbalelftal.

## Clubcarrière

### Leeds United
Cook stroomde in 2014 door vanuit de jeugd van Leeds United. Hiervoor maakte hij op 9 augustus 2014 zijn debuut in het betaald voetbal, in de Championship. Hij mocht na een uur invallen tijdens een met 2–0 verloren wedstrijd uit tegen Millwall. Drie dagen later mocht Cook in de basiself beginnen in een wedstrijd in het toernooi om de League Cup tegen Accrington Stanley. Zijn eerste basisplaats in de competitie volgde op 30 augustus 2014 tijdens een competitieduel tegen Bolton Wanderers. Cook speelde in de volgende twee seizoenen tachtig wedstrijden in de Championship voor Leeds, waarmee hij in die tijd tot de middenmoot van de divisie behoorde.

### Bournemouth
Cook tekende in juli 2016 een contract tot medio 2020 bij AFC Bournemouth, de nummer zestien van de Premier League in het voorgaande seizoen. Het betaalde circa €8.200.000,- voor hem aan Leeds United, dat tot circa €3.500.000 extra in het vooruitzicht kreeg aan eventuele bonussen. Hij debuteerde op 14 augustus tegen Manchester United, maar viel uit met een enkelblessure, die hem acht maanden aan de kant hield. Op 15 april 2017 maakte hij tegen Tottenham Hotspur zijn rentree. 
Nadat hij de eerste zes speelrondes van het seizoen 2017/18 geen minuut speelde, was hij vanaf speelronde 7 onbetwist basisspeler. Dat was hij anderhalf seizoen lang, tot hij in december 2018 zijn kruisband scheurde. Daardoor miste hij niet alleen de rest van het seizoen, maar ook het begin van het volgende. Op 15 september 2019 maakte hij na negen maanden blessureleed zijn rentree. Dat seizoen eindigde Bournemouth als achttiende en daarmee degradeerde het na vier seizoenen uit de Premier League. 
Op 21 november 2020 scoorde Cook, in zijn 97'ste wedstrijd voor de club, zijn eerste doelpunt voor Bournemouth in een 4-2 overwinning op Reading. In maart 2021 scheurde hij voor de tweede keer in zijn carrière zijn kruisband en stond hij opnieuw voor een langdurig herstel. Op 6 november maakte hij tegen Swansea City na acht maanden langs de kant. Hij was vanaf dan basisspeler en eindigde met Bournemouth als tweede, wat directe promotie naar de Premier League betekende. 
Met een vijftiende en twaalfde plek kwam Bournemouth twee seizoenen lang niet in degradatiegevaar. Op 31 augustus 2024 was Cook voor het eerst aanvoerder van Bournemouth. In een 3-2 overwinning op Everton was hij bovendien goed voor zijn eerste doelpunt in de Premier League, in zijn 139'ste wedstrijd op het hoogste Engelse niveau. Rond de kerst van 2024 stond Bournemouth vijfde in de Premier League, na een uitstekende eerste seizoenshelft onder Andoni Iraola.

## Clubstatistieken
| Seizoen     | Club            | Competitie     | Competitie | Competitie | Beker | Beker | Internationaal | Internationaal | Totaal | Totaal |
| Seizoen     | Club            | Competitie     | Wed.       | Dlp.       | Wed.  | Dlp.  | Wed.           | Dlp.           | Wed.   | Dlp.   |
| ----------- | --------------- | -------------- | ---------- | ---------- | ----- | ----- | -------------- | -------------- | ------ | ------ |
| 2014/15     | Leeds United    | Championship   | 37         | 0          | 1     | 0     | —              | —              | 38     | 0      |
| 2015/16     | Leeds United    | Championship   | 43         | 1          | 4     | 1     | —              | —              | 47     | 2      |
| Club totaal | Club totaal     | Club totaal    | 80         | 1          | 5     | 1     | 0              | 0              | 85     | 2      |
| 2016/17     | AFC Bournemouth | Premier League | 6          | 0          | 3     | 0     | —              | —              | 9      | 0      |
| 2017/18     | AFC Bournemouth | Premier League | 29         | 0          | 3     | 0     | —              | —              | 32     | 0      |
| 2018/19     | AFC Bournemouth | Premier League | 13         | 0          | 2     | 0     | —              | —              | 15     | 0      |
| 2019/20     | AFC Bournemouth | Premier League | 27         | 0          | 2     | 0     | —              | —              | 29     | 0      |
| 2020/21     | AFC Bournemouth | Championship   | 31         | 1          | 4     | 0     | —              | —              | 35     | 1      |
| 2021/22     | AFC Bournemouth | Championship   | 28         | 1          | 1     | 0     | —              | —              | 29     | 1      |
| 2022/23     | AFC Bournemouth | Premier League | 28         | 0          | 3     | 0     | —              | —              | 31     | 0      |
| 2023/24     | AFC Bournemouth | Premier League | 33         | 0          | 5     | 0     | —              | —              | 38     | 0      |
| 2024/25     | AFC Bournemouth | Premier League | 16         | 1          | 1     | 0     | —              | —              | 17     | 1      |
| Club totaal | Club totaal     | Club totaal    | 211        | 3          | 24    | 0     | 0              | 0              | 235    | 3      |
| Totaal      | Totaal          | Totaal         | 291        | 4          | 29    | 1     | 0              | 0              | 320    | 5      |

Bijgewerkt t/m 24 december 2024.

## Interlandcarrière
Cook kwam uit voor diverse Engelse nationale jeugdelftallen. Hij nam in mei 2014 met Engeland –17 deel aan het Europees kampioenschap voor spelers onder 17 jaar in Malta. Engeland –17 won het toernooi nadat het in de finale Nederland –17 versloeg na strafschoppen. Cook werd in augustus 2014 opgeroepen voor een interland tussen Engeland –18 en Nederland –18. Cook won met Engeland –20 het WK –20 van 2017. Hij was tijdens dit hele toernooi aanvoerder.
Cook debuteerde op 27 maart 2018 in het Engels voetbalelftal, tijdens een oefeninterland thuis tegen Italië (1–1). Hij kwam in de 70e minuut in het veld als vervanger van Jesse Lingard.

## Erelijst
| Competitie            | Aantal       | Jaren        |              |              |
| Engeland –20          | Engeland –20 | Engeland –20 | Engeland –20 | Engeland –20 |
| --------------------- | ------------ | ------------ | ------------ | ------------ |
| Europees kampioen –17 | 1x           | 2014         |              |              |
| Engeland –20          |              |              |              |              |
| Wereldkampioen –20    | 1x           | 2017         |              |              |